# Silvis, Illinois
Silvis là một thành phố thuộc quận Rock Island, tiểu bang Illinois, Hoa Kỳ. Năm 2010, dân số của thành phố này là 7479 người.

## Dân số
Dân số qua các năm:
- Năm 2000: 7269 người.
- Năm 2010: 7479 người.